# Zwetana Bandalowska
Zwetana Bandalowska (bulgarisch Цветана Бандаловска, wiss. Transliteration Cvetana Bandalovska; * 15. April 1976 in Komi, Sowjetunion) ist eine bulgarische Opernsängerin (Sopran).

## Leben
Zwetana Bandalowska studierte von 1994 bis 1999 an der Pantscho-Wladigerow-Akademie für Musik in Sofia und schloss ihre Ausbildung 1999 mit dem Master of Music in Operngesang ab.
Gleichzeitig lag der Schwerpunkt ihres Interesses während der Fortbildung an der Michael Chekhov Association in der psychologischen Rollendarstellung. Ihre vokale Ausbildung erhielt sie von Gesangslehrern wie Simina Ivan, Christina Angelakova, Alexandrina Miltcheva und Salvatore Fisichella. Sie besuchte Meisterklassen bei Anna Tomowa-Sintow, Raina Kabaivanska, Gena Dimitrova, Gustav Kuhn und Norman Shetler (Liedgesang).
Bandalowska begann ihre Bühnenlaufbahn an der Staatsoper Russe. Seit 2001 ist sie Erste Sängerin an der Nationaloper Sofia. Bandalovska singt im Rollenfach des jugendlich-dramatischen Soprans. Ihr Repertoire umfasst insbesondere das italienische, das russische und das deutsche Opernfach mit Partien aus Opern von Mozart, Strauss, Verdi, Wagner und Tschaikowski. Als Konzertsängerin war sie u. a. Solistin in der 9. Sinfonie von Ludwig van Beethoven und in der Glagolitischen Messe von Leoš Janáček.
2020 sang sie in der bulgarischen Erstaufführung der Oper Elektra die Rolle der Chrysothemis. Im Sommer 2023 sang sie an der Nationaloper Sofia in der Produktion von Richard Wagners Der Ring des Nibelungen die Rolle der Sieglinde unter der musikalischen Leitung von Constantin Trinks. Anschließend gastierte sie mit dieser Produktion im Festspielhaus Neuschwanstein. Im März 2024 gastierte sie in der Rolle der Lisa in Pique Dame an der Staatsoper Varna. Im Juni 2024 übernahm sie an der Nationaloper Sofia die Rolle der Elsa von Brabant in einer Lohengrin-Neuinszenierung. Außerdem sang sie im Juni 2024 beim Wagner-Festival in Sofia die Sieglinde in Die Walküre.
Bandalowska trat u. a. in Frankreich, Spanien, Deutschland, Italien, Großbritannien, Ungarn, Russland, der Türkei, Tunesien sowie in Taiwan und den Vereinigten Staaten auf.

## Rollen
- Elena in Momtschil, Staatsoper Russe, Bulgarien, 1999
- Donna Anna in Don Giovanni, March Music Days, Bulgarien, 1999
- Mimi in La Bohème, Toscana Festival, 2001
- Liu in Turandot, National Oper Sofia, 2002
- Marguerite in Faust, Classic Open Air, Solothurn, 2003
- Micaëla in Carmen, Skyktyvkar Staatsoper, Russland, 2004
- Leonora in Il trovatore, National Oper Sofia, 2004
- Desdemona in Otello, Incheon Art Center, Südkorea, 2005
- Dido in Dido and Aeneas, National Oper Sofia, 2005
- Cio-Cio-San in Madama Butterfly, Classic Open Air, Solothurn, 2005
- Donna Elvira in  Don Giovanni, National Oper Sofia, 2006
- Pamina in Die Zauberflöte, Classic Open Air, Solothurn, 2006
- Adalgisa in Norma, Gare du Midi, Biarriz, 2007
- Comtessa Almaviva in Le Nozze di Figaro, Tournee durch Spanien, 2009
- Zemphira in Aleko, National Oper Sofia, 2009
- Salome in Salome, National Oper Sofia, 2009
- Freia in Das Rheingold, National Oper Sofia, 2010
- Sieglinde in Die Walküre, National Oper Sofia, 2011
- Tosca in Tosca, National Oper Sofia, 2011
- Elisabetta di Valois in Don Carlo, National Oper Sofia, 2012
- Fiordiligi in Così fan tutte, Dubrovnik Sommer Festival, 2013
- Tatjana in Eugen Onegin, National Oper Sofia, 2013
- Gutrune in Götterdämmerung, Festspielhaus Füssen, 2013
- Isolde in Tristan und Isolde, National Oper Sofia, 2015[10]
- Norma in Norma, National Oper Sofia, 2016
- Amelia in Un ballo in maschera, National Oper Sofia, Winslow Hall Festival, 2017[11]
- Leonora in Il trovatore, Winslow Hall Festival, 2018[12]
- Amelia in Simone Boccanegra, National Oper Sofia, 2018
- Donna Anna in Don Giovanni, National Oper Sofia, 2019[13]
- Adalgisa in Norma, National Oper Sofia, 2022[14]
- Ariadne in Ariadne auf Naxos, National Oper Sofia, 2022[15]
- Sieglinde in Die Walküre, Festspielhaus Füssen, 2023[16]
- Chrysothemis in Elektra, National Oper Sofia, 2023[17]
- Lisa in Pique Dame, National Oper Sofia, 2023
- Elsa von Brabant in Lohengrin, National Oper Sofia, 2024[18]
- Adriana Lecouvreur in Adriana Lecouvreur, National Oper Sofia, 2024[19]

## Preise und Auszeichnungen
- 1998: Zweiter Platz beim Gesangswettbewerb „Christo Brambaroff“, Sofia
- 1999: Internationaler Gesangswettbewerb „Neue Stimmen“, Gütersloh, Deutschland
- 2001: Repräsentantin Bulgariens beim „Operalia“-Gesangswettbewerb, Washington DC
- 2004: Silbermedaille beim Wettbewerb für junge Sänger „Boris Christoff“
- 2005: Repräsentantin Bulgariens beim BBC Cardiff „Singer of the World“-Wettbewerb
- 2011: Richard-Wagner-Stipendienstiftung, Bayreuth
- 2011: Ehrendiplom zum Mitglied der bulgarischen Kulturvereinigung
- 2011: Kristall Lyra, Preis für außergewöhnliches Engagement in den darstellenden Künsten für Musik und Tanz
- 2016: Goldene Feder, Ehrenpreis des Senders Classic FM in Bulgarien